# 시이나 소라
시이나 소라(일본어: 椎名そら, 1994년 7월 7일 ~ )는 일본의 AV 여배우이다. 2015년에 데뷔했다.